# Lemme de transport
En mathématiques, et plus particulièrement en théorie de la mesure, le lemme de transport est utilisé pour montrer que certaines applications sont mesurables.
Si {\displaystyle A} est un ensemble et {\displaystyle {\mathcal {C}}\subset {\mathcal {P}}\left(A\right)} est un ensemble de parties de {\displaystyle A}, on notera {\displaystyle \sigma \left({\mathcal {C}}\right)} la tribu engendrée par {\displaystyle {\mathcal {C}}}.

## Énoncé
Soient {\displaystyle X} et {\displaystyle Y} deux ensembles, {\displaystyle f:\;X\to Y} une application et {\displaystyle {\mathcal {E}}\subset {\mathcal {P}}\left(Y\right)} un ensemble de parties de {\displaystyle Y}, on a alors, {\displaystyle f^{-1}\left(\sigma \left({\mathcal {E}}\right)\right)=\sigma \left(f^{-1}\left({\mathcal {E}}\right)\right)}.

## Exemple d'application
Une application classique du lemme de transport est de montrer qu'une application continue est borélienne.
En effet si {\displaystyle (X,{\mathcal {O}})} et {\displaystyle (Y,{\mathcal {U}})} sont des espaces topologiques,  {\displaystyle f:(X,\sigma ({\mathcal {O}}))\to (Y,\sigma ({\mathcal {U}}))} est borélienne si et seulement si {\displaystyle f^{-1}(\sigma ({\mathcal {U}}))\subset \sigma \left({\mathcal {O}}\right)} ; or d'après le lemme de transport {\displaystyle f^{-1}\left(\sigma \left({\mathcal {U}}\right)\right)=\sigma \left(f^{-1}\left({\mathcal {U}}\right)\right)}. Si on suppose que {\displaystyle f} est continue alors {\displaystyle f^{-1}\left({\mathcal {U}}\right)\subset {\mathcal {O}}}, et on a bien {\displaystyle \sigma (f^{-1}\left({\mathcal {U}}\right))\subset \sigma ({\mathcal {O}})} donc {\displaystyle f^{-1}(\sigma ({\mathcal {U}}))\subset \sigma \left({\mathcal {O}}\right)}.

## Cas général
Plus généralement le lemme de transport dit que si {\displaystyle (X,{\mathcal {A}})} et {\displaystyle (Y,{\mathcal {B}})} sont des espaces mesurables et si {\displaystyle {\mathcal {C}}\subset {\mathcal {P}}(Y)} tel que {\displaystyle \sigma ({\mathcal {C}})={\mathcal {B}}} alors {\displaystyle f:(X,{\mathcal {A}})\to (Y,{\mathcal {B}})} est mesurable si et seulement si {\displaystyle f^{-1}({\mathcal {C}})\subset {\mathcal {A}}} ce qui n'est pas anodin et peut simplifier considérablement la caractérisation des applications {\displaystyle ({\mathcal {A}},{\mathcal {B}})}-mesurables.